# 우리당 (2020년)
우리당(宇理黨)은 2020년에 대한민국 제21대 국회의원 선거 전후로 존재했던 대한민국의 정당이다. 비례대표 선거에 출마하였으나 낙선하였다. 

## 주요 선거 기록

### 국회의원 선거
|  | 0% |

|  | 0.02% |

|  | 0% |